# Typograf
En typograf är en äldre yrkesbeteckning på tryckare och sättare som arbetar i ett sätteri eller på ett bok- eller tidningstryckeri. Svenska Typografförbundet bildades 1886 och var Sveriges första fackförbund i modern mening. I och med digitaliseringen av trycktekniken försvann yrkesgruppen successivt från och med 1970-talet. En person med i viss mån liknande arbetsuppgifter kallas idag formgivare, art director eller grafiker.